# Mistrz Tryptyku Trójcy Świętej
Mistrz Tryptyku Trójcy Świętej lub Mistrz Chórów – anonimowy malarz gotycki czynny w Małopolsce w XV wieku.

## Działalność artystyczna
Przydomek otrzymał od wawelskiego tryptyku z Trójcą Świętą, z ośmioma scenami na jego skrzydłach; nazwa Mistrz Chórów odnosi się jedynie do autorstwa scen na awersach owego tryptyku. Swoją działalność rozpoczął prawdopodobnie około roku 1460. Posiadał własny warsztat w Krakowie a prace w nim powstające odgrywały znaczącą rolę dla innych malarzy małopolskich tego okresu. Wykonane były z dbałością o szczegóły, miały różnorodną formę a stylowo i kompozycyjnie nawiązywały do sztuki austriackiej i południowoniemieckiej. Jego pracownia działała do ok. 1475 roku.

Według Michała Walickiego, Mistrz Tryptyku Trójcy Świętej stworzył 

oryginalnie pojęty nowy typ fizjognomiczny i somatyczny; jego ludzie są raczej brzydcy i pospolici, ale trafnie i bystro zaobserwowani, obdarzeni głęboką powagą i dostojeństwem; co więcej, wyraźne jest dążenie artysty do wiernego odtworzenia rysów mogących uchodzić za polskie

### Matka Boska z Dzieciątkiem

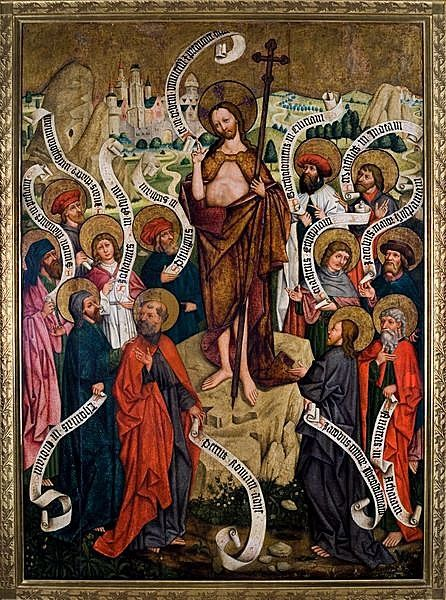
Rozesłanie apostołów
(kwatera środkowa)